# Tramways Sport Club (Ceará)
Tramways Sport Club, mais conhecido como Tramways, ou Tramways-CE, foi um clube de futebol brasileiro, sediado na cidade de Fortaleza, capital do estado de Ceará.

## História
O Tramways foi fundado por funcionários da Ceará Tramway Light & Power Co. Ltd., a companhia de energia elétrica que mantinha linhas de bonde e ônibus em Fortaleza.
Em 1939, participou pela primeira vez do Campeonato Cearense, na época organizado pela Associação Desportiva Cearense (ADC), terminando na última colocação. No ano seguinte, porém, o Tramways sagrou-se campeão cearense e se não fosse apenas uma derrota para o América Football Club, em 29/06/1940, teria sido de forma invicta. Em returnos ou 2º turno de duas fases, respectivamente devolvendo ao América, placares, em 19/09/1940, por 4x1 e em 23/01/1941, por 3x0. Campeonato de 1940, que finalizou em 02/02/1941.
Em 1941, terminou mais uma vez na lanterna do Campeonato Cearense.[carece de fontes?] Em 26 de setembro do mesmo ano, realizou o primeiro jogo noturno do Estádio Presidente Vargas, em partida amistosa com o seu xará, o Tramways de Pernambuco. A equipe cearense acabou sendo goleada por 7 a 2. Equipe de Pernambuco, que em 21 de setembro, data próxima, juntamente ao Ferroviário local -CE-, realizaram a partida inaugural do Estádio Presidente Vargas (PV), com vitória do Ferroviário e gol do atleta Chinês(portanto o 1º gol marcado no PV). Contudo, por não ter condições de pagar seus jogadores encerrou suas atividades ainda em 1941.

## Títulos
| Estaduais  | Estaduais                      | Estaduais | Estaduais  |
| Competição | Competição                     | Títulos   | Temporadas |
| ---------- | ------------------------------ | --------- | ---------- |
|            | Campeonato Cearense de Futebol | 1         | 1940       |